# 리즈 유나이티드 FC
리즈 유나이티드 축구 클럽(영어: Leeds United Football Club)은 잉글랜드의 프로 축구 클럽으로 웨스트요크셔주의 리즈를 연고로 하고 있고, 현재 프리미어리그에 소속되어 있다.
홈 구장은 엘런드 로드로, 1919년 창단 이후 홈구장으로 사용하고 있다. 리즈 유나이티드는 잉글랜드 상위리그에 참가했었다. 2007-08시즌엔 풋볼 리그 1에서 경기를 치렀는데 이는 리즈 유나이티드 사상 처음으로 3부 리그에 소속되었던 기간이다.

## 역사
리즈 유나이티드는 리즈 시티의 후신으로 1919년에 창단되었다. 리즈 유나이티드는 1960년대와 1970년대에 리그 우승과 유럽대회 우승을 경험하였고, 1982년에는 풋볼 리그 2부로 강등되었다.
1989년까진 승격하지 못하다가 1989-90시즌에 승격하여 1991-92시즌에 리그 챔피언이 되었다. 2004년까지 프리미어리그에 있다가 2003-04 시즌 종료 후 프리미어리그 19위로 강등되고 18위인 레스터 시티, 20위인 울버햄프턴 원더러스도 함께 강등되었다. 이후 2019-20 EFL 챔피언십에 우승하면서 16년만에 프리미어리그에 승격하게 되었다.

## 선수단

#### 현재 선수 명단
2025년 7월 22일 기준

참고: FIFA 자격 규정에 따라 소속된 국가대표팀 국기를 표시합니다. 선수는 복수의 FIFA 비회원국 국적을 가지고 있을 수 있습니다.
| 번호 | 포지션 | 국적     | 이름               |
| ---- | ------ | -------- | ------------------ |
| 1    | GK     |          | 일란 멜리에        |
| 2    | DF     | 잉글랜드 | 제이든 보글        |
| 4    | MF     | 웨일스   | 에단 암파두 (주장) |
| 6    | DF     | 웨일스   | 조 로던            |
| 9    | FW     | 잉글랜드 | 패트릭 뱀퍼드      |
| 10   | FW     |          | 요엘 피로에        |
| 19   | FW     |          | 마테오 조셉        |

| 번호 | 포지션 | 국적 | 이름          |
| ---- | ------ | ---- | ------------- |
| 29   | FW     |      | 윌프리드 뇬토 |

### 임대 선수 명단
참고: FIFA 자격 규정에 따라 소속된 국가대표팀 국기를 표시합니다. 선수는 복수의 FIFA 비회원국 국적을 가지고 있을 수 있습니다.
| 번호 | 포지션 | 국적     | 이름                                       |
| ---- | ------ | -------- | ------------------------------------------ |
| 14   | DF     |          | 디에고 요렌테 (로마로 임대)                |
| 33   | DF     |          | 레오 힐데 (로더럼 유나이티드로 임대)       |
| 35   | DF     | 잉글랜드 | 찰리 크레스웰 (밀월로 임대)                |
| 37   | DF     | 잉글랜드 | 코디 드라메 (루턴 타운로 임대)             |
| 17   | MF     | 앙골라   | 엘데르 코스타 (알이티하드로 임대)          |
| 20   | MF     | 웨일스   | 대니얼 제임스 (풀럼으로 임대)              |
| 26   | MF     | 잉글랜드 | 루이스 베이트 (옥스퍼드 유나이티드로 임대) |
| 30   | FW     | 잉글랜드 | 조 겔하트 (선덜랜드로 임대)                |

| 번호 | 포지션 | 국적       | 이름                                      |
| ---- | ------ | ---------- | ----------------------------------------- |
| 38   | MF     | 북아일랜드 | 앨피 맥칼먼트 (칼라일 유나이티드로 임대)  |
| 39   | MF     | 스코틀랜드 | 스튜어트 매킨스트리 (머더웰로 임대)       |
| 44   | MF     |            | 마테우시 보구시 (이비사로 임대)           |
| 46   | MF     | 잉글랜드   | 제이미 섀클턴 (밀월로 임대)               |
| 47   | MF     | 잉글랜드   | 잭 젠킨스 (솔퍼드 시티로 임대)            |
| —    | MF     | 잉글랜드   | 이안 포베다 (블랙풀로 임대)               |
| —    | FW     | 웨일스     | 타일러 로버츠 (퀸스 파크 레인저스로 임대) |

## 역대 감독
| 감독              | 임기        |
| ----------------- | ----------- |
| 데이비드 오리어리 | 1998 ~ 2002 |
| 다르코 밀라니치   | 2014        |
| 마르셀로 비엘사   | 2018 ~ 2022 |
| 샘 앨러다이스     | 2023        |
| 다니엘 파르케     | 2023 ~      |

## 역대 성적

### 리그
- 풋볼 리그 1부 (1부리그)
  - ● 우승 (3) : 1968–69, 1973–74, 1991–92
  - ● 준우승 (5) : 1964–65, 1965–66, 1969– 70, 1970–71, 1971–72
- 풋볼 리그 2부/풋볼리그 챔피언십 (2부리그)
  - ● 우승 (4) : 1923–24, 1963–64, 1989–90, 2019-20
  - ● 준우승 (3) : 1927–28, 1931–32, 1955–56
  - 플레이오프 준우승 (2): 1986–87, 2005–06
- 풋볼 리그 3부/풋볼 리그 원 (3부리그)
  - ● 준우승 (1) : 2009-10
  - 플레이오프 준우승 (1) : 2007-08

### 컵
- FA컵
  - ● 우승 (1) : 1971–72
  - 준우승 (3) : 1964–65, 1969–70, 1972–73
- 풋볼 리그 컵
  - ● 우승 (1) : 1967–68
  - ● 준우승 (1) : 1995–96
- FA 커뮤니티 실드/FA 채리티 실드
  - ● 우승 (2) : 1969, 1992
  - ● 준우승 (1) : 1974

### 유럽 대회
- 유러피언 컵/챔피언스리그
  - ●준우승 (1): 1974–75
- UEFA 컵위너스컵
  - ●준우승 (1): 1972–73
- 인터시티스 페어스컵
  - ●우승 (2): 1967–68, 1970–71
  - ●준우승 (1): 1966–67
  - 트로피 플레이오프 준우승: 1971–72

## 라이벌 팀
- 맨체스터 유나이티드 FC
- 밀월 FC
- 허더즈필드 타운
- 브래드포드 시티
- 요크 시티
- 갈라타사라이